# Simon Darnauzan
Pour les articles homonymes, voir Darnauzan.
Simon Darnauzan, né le 4 juillet 1980 à Angoulême, est un joueur de basket-ball professionnel français. Mesurant 1,77 m, il évolue au poste de meneur.

## Biographie

### De Pau-Orthez à Boulazac
C’est en suivant son frère Thomas dans sa passion du basket-ball que, Simon Darnauzan, accompagné de Mathieu, s’est lancé dans ce sport.
Avant sa majorité il choisit de quitter Pau-Orthez, son club formateur, pour des clubs de Nationale où il a eu du mal à sortir de l’anonymat fédéral. En 1997, il commence sa carrière à Lourdes en Nationale 2. La saison suivante, il rejoint Saint-Vallier, toujours en Nationale 2. Il joue ensuite deux saisons en Nationale 1 dans le club de Boulazac.

### Orléans
Recruté par Orléans en 2001, il participe à l'ascension du club en Pro B où il poursuit son apprentissage, terminant la saison avec 9,8 points et 5,9 passes.

### Maurienne
À l'intersaison, il rejoint le club de Maurienne en Pro B, pour signer une saison à 9,1 points, 3,2 rebonds et 5,8 passes.

### Saint Quentin
Après une année passée à Maurienne, il part pour la saison 2004–2005 à Saint-Quentin, toujours en Pro B, où il tourne à 9,07 points, 5,66 passes décisives et 11,51 d’évaluation, terminant 4e au classement des passeurs.

### Aix-Maurienne
Après seulement une saison en Picardie, Darnauzan repart à Aix-Maurienne, club issu de la fusion entre Maurienne et Aix-les-Bains en 2004, pour deux saisons. Pour sa première saison, en 2005-2006, il tourne à 11,5 points, 6,18 passes décisives, 85 % aux lancers francs, et 13,02 d’évaluations de moyenne : il signe ainsi sa meilleure saison en Pro B et finit meilleur passeur de la division avec notamment un record de 13 passes décisives.
La saison suivante, il signe sa meilleure saison statistique avec 11,37 points, 6,5 passes décisives, 83 % aux lancers francs, et 13,75 d’évaluation. Il finit pour la deuxième fois meilleur passeur de la division. Lors de cette même saison, il termine deuxième meilleur Français de Pro B.

### Besançon
En 2007–2008, Simon rejoint l’équipe de Besançon Basket Comté Doubs (BBCD) fraîchement descendu de Pro A. Il connait alors un début de saison difficile, l’équipe étant dans le fond de classement. Le club se relance après la trêve de noël avec l'arrivée d'un nouvel entraîneur, ainsi que de nouveaux joueurs pour relancer la machine. L’équipe fait alors une remontée spectaculaire avec 6 défaites sur 17 matchs lors de la phase retour. Simon et son équipe finissent 8e de la phase régulière et accède ainsi aux Playoffs. Besançon passe tour après tour et accède à la finale, disputée à Bercy, pour rencontrer Poitiers, l’équipe de son frère Thomas. Besançon remporte la finale et obtient ainsi le droit de retrouver l’élite. Lors de cette saison, les statistiques de Simon Darnauzan sont de 10 points, 4 passes décisives, 82 % aux lancers francs, et 11 d’évaluations en 26 minutes.
Sa deuxième saison au BBCD en 2008-2009 constitue sa première saison dans l'élite du basket Français, la Pro A. Ses statistiques pour cette première sont de 5 points, trois passes décisives, 70 % aux lancers francs, et 6 d’évaluations de moyenne en 23 minutes. Le BBCD termine avant-dernier du classement et redescend donc en Pro B.

### Aix-Maurienne
À la suite de ses deux saisons et après une intersaison difficile (sans club à la reprise) et indécise, avec une préparation en août avec Aix-Maurienne puis Pau-Lacq-Orthez, Simon fini par être engagé en début de championnat comme pigiste médicale puis comme meneur jusqu'à la fin de la saison 2009-2010 dans le club d'Aix Maurienne Savoie Basket. À l'issue de cette belle saison, une seule défaite à domicile dans la halle de Marlioz (contre Nantes d'un point), Simon et ses coéquipiers accèdent aux Playoffs en terminant 4e du championnat de France Pro B (première participation en playoff pour Aix-Maurienne). Sur la saison Simon tourne à 8,6 points, 4 passes décisives, 76 % aux lancers francs, et 9,3 d’évaluations en 29 minutes. En quart de finale, Aix-Maurienne affronte son voisin de Bourg-en-Bresse. En demi-finale, Simon et son équipe sont opposés à Pau-Lacq-Orthez. Ils échouent malheureusement aux portes de la finale à Bercy en s'inclinant 70-47 lors de la manche décisive disputée à Pau. Ses statistiques lors des playoffs sont de 12 points, 6.5 passes décisives, 76 % aux lancers francs, et 15 d’évaluations en 34 minutes.
Après une saison 2009-2010, qui s'est achevée par une demi-finale de PO, Darnauzan décide de rester en Savoie. Mais l'exercice 2010-2011 ne commence pas de la meilleure des manières, cinq défaites en cinq journées. À la suite de cela, les deux joueurs américains sont remplacés et l'équipe enchaîne 11 victoires en 12 matchs dont 9 d'affilée (un record pour Aix-Maurienne). La suite alternant série de victoires ou de défaites, jusqu'à la série de 3 victoires sur les 3 derniers matchs qui envoie Aix-Maurienne en playoffs pour la deuxième année consécutive. Les Savoyards sont éliminés en quart de finale par Dijon.
Le début de la saison 2011-2012 ressemble à celle de 2010-2011. Les Savoyards commencent par 4 défaites sur les 5 premiers matchs mais l'équipe trouve ses repères et enchaîne 10 victoires sur les 13 matchs suivant. Pour la phase retour, Aix-Maurienne gagne 11 de ses 17 matchs en faisant quelques beaux coups à l'extérieur et termine le championnat à la 4e place synonyme d'avantage du terrain pour les playoffs. Les statistiques de Darnauzan pour la saison sont 9,4 points, 5,2 passes décisives, 80 % aux lancers francs et 11,2 d'évaluation en 30 minutes. Aix-Maurienne affronte Fos-sur-Mer pour les quarts de finale et se fait éliminer en trois matchs.
Contrairement aux saisons précédente l'exercice 2012-2013 commence avec 6 victoires sur les 8 premières journées. Mais les blessures de joueurs principaux font que l'équipe perd 7 des 10 matchs qui suivent. Aix finit 10e et pour la première fois depuis 4 saisons ne participe pas aux playoffs. Les statistiques de Darnauzan : 9,8 points, 4,6 passes décisives, 88,5 % aux lancers francs et 10 d'évaluation en 29 minutes.

### Bourg-en-Bresse
À la fin de la saison 2012 - 2013 le doute planant sur son avenir au sein du club aixois. Simon décide de s'engager 2 ans avec le club voisin de Bourg-en-Bresse. Un autre projet avec des nouvelles structures et ambitions qui donne un nouvel élan à sa carrière. La saison commence difficilement avec 4 défaites en 5 matchs. La JL rectifie ce mauvais départ avec 8 victoires en 9 matchs. Il passe la trêve de noël dans les premiers du classement avec un bilan positif de 14 victoires pour 8 défaites. Lors des matchs retour l'équipe gagne 17 rencontres sur 22, termine 2e à seulement 1 victoire du 1er et accède ainsi aux PO d'accession en Pro A. Ils rencontrent Hyères Toulon en quart (victoire en 2 matchs) puis Evreux en demie (trois matchs seront nécessaires pour les départager) et enfin Poitiers en finale (victoires en 2 matchs). La JL obtient son ticket pour jouer en Pro A.
Sa deuxième saison à la Jeu en 2014-2015 constitue sa deuxième expérience en Pro A. Malheureusement pour lui juste avant le début du championnat il se casse 2 doigts lors d'une séance de musculation, ce qui l'éloigne des parquets durant trois mois. Il commence donc sa saison à partir de la 13e journée. Il disputera 20 matchs mais sera handicapé sur toute la face retour par son genou. Ses statistiques pour cette année sont de 3 points, 4 passes décisives, 70 % aux lancers francs, et 4.6 d’évaluations de moyenne en 16 minutes. Bourg-en-Bresse termine avant-dernier du classement et redescend donc en Pro B.

### Biscarrosse
Fin août 2023, il annonce reprendre une licence auprès du club landais de Biscarrosse qui joue en départementale masculine 3 (13e niveau) ; il participe ainsi au projet de Boris Diaw de remporter la Coupe des Landes avec une dizaine de ses amis d'enfance, tous anciens basketteurs et originaires des Landes,.

### Sélection nationale
Il a porté le maillot bleu de l'équipe de France junior lors du Championnat d'Europe junior 1998 disputé à Varna et terminé à la dixième place. Il côtoie alors Tony Parker, Paccelis Morlende, Luc-Arthur Vebobe et Mamoutou Diarra.
En tout, il a été sélectionné 92 fois en équipes de France jeunes entre 1992 et 1998.

### Vie personnelle
Il a deux frères basketteurs, son jumeau Mathieu et son grand frère Thomas, ancien joueur de basket-ball ayant évolué en Pro B, et une sœur, Isabelle.
Depuis 2009, il est marié à Noor Cuminal. Il a trois filles : Ilonah, Ella, Tess, et un garçon : Côme.

## Clubs
- 1997 - 1998 :  Lourdes BC (Nationale 2)
- 1998 - 1999 :  Saint-Vallier BD (Nationale 2)
- 1999 - 2001 :  Boulazac BD (Nationale 2)
- 2001 - 2002 :  Entente orléanaise (Nationale 1)
- 2002 - 2003 :  Entente orléanaise (Pro B)
- 2003 - 2004 :  Aix-Maurienne SB (Pro B)
- 2004 - 2005 :  Saint-Quentin BB (Pro B)
- 2005 - 2007 :  Aix-Maurienne SB (Pro B)
- 2007 - 2008 :  Besançon BCD (Pro B)
- 2008 - 2009 :  Besançon BCD (Pro A)
- 2009 - 2013 :  Aix-Maurienne SB (Pro B)
- 2013 - 2014 :  JL Bourg-en-Bresse (Pro B)
- 2014 - 2015 :  JL Bourg-en-Bresse (Pro A)

## Palmarès
- Vainqueur des Playoffs de Pro B avec la JL Bourg en 2014
- Champion de France Pro B en 2008